# Zenon Durka
Zenon Durka (ur. 21 października 1958 w Legionowie) – polski polityk, prawnik i działacz samorządowy, poseł na Sejm VI i VII kadencji.

## Życiorys
Jest synem Jacentego i Barbary. Ukończył studia prawnicze na Wydziale Prawa i Administracji Uniwersytetu Warszawskiego. W 1989 objął funkcję dyrektora Miejskiego Ośrodka Kultury w Legionowie. W 1990 został radnym Legionowa, a od 1994 do 1998 wchodził w skład zarządu tego miasta. W wyborach parlamentarnych w 1991 bez powodzenia kandydował do Sejmu z listy Polskiej Partii Ekologicznej – Zielonych. W latach 1998–2007 zasiadał w radzie powiatu legionowskiego (wybrany m.in. z listy AWS), w tym w II kadencji jako członek zarządu powiatu. W wyborach w 2005 bez powodzenia kandydował do Sejmu z listy Partii Demokratycznej, której był członkiem.
W wyborach parlamentarnych w 2007 startował z 19. pozycji jako bezpartyjny kandydat na liście Platformy Obywatelskiej w okręgu podwarszawskim. Uzyskał mandat jako jedyna osoba spoza pierwszej czwórki na liście, zdobywając 7761 głosów, z czego 6891 na terenie swojego rodzinnego powiatu. Wstąpił w trakcie kadencji do PO. W wyborach w 2011 z powodzeniem ubiegał się o reelekcję, dostał 7988 głosów.
W 2015 nie kandydował na kolejną kadencję. Powrócił do pracy jako dyrektor Miejskiego Ośrodka Kultury w Legionowie. W 2018 i 2024 ponownie wybierany w skład rady powiatu legionowskiego.